# Irská mytologie

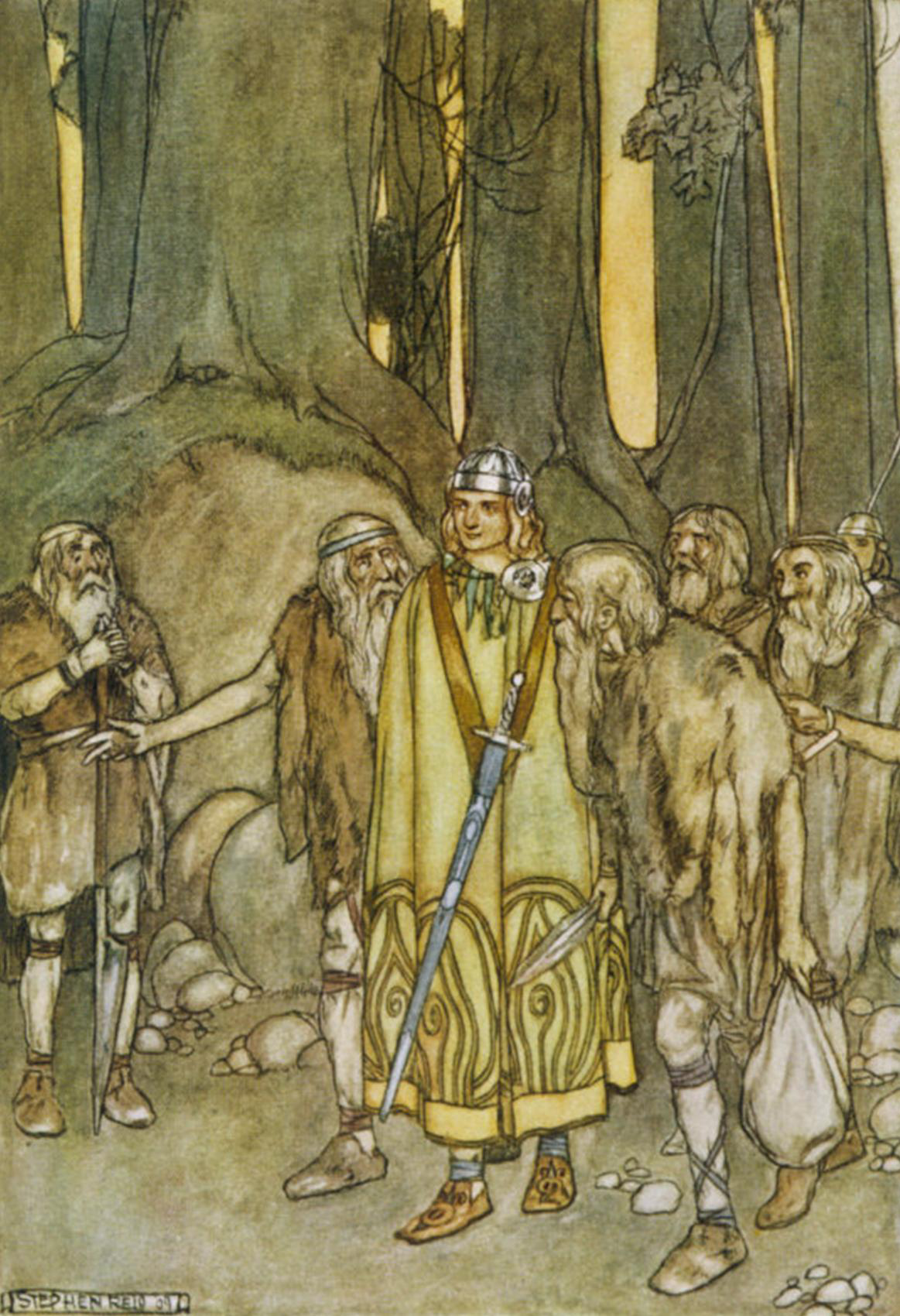
Fionn mac Cumhaill

Irská mytologie je mytologie irského ostrova, která se zachovala v ústní tradici a později i v písemných pramenech raného irského křesťanství. Ačkoli je v těchto rukopisech vidět i křesťanský vliv, díky nim představuje irská mytologie nejrozsáhlejší a nejzachovalejší ze všech odvětví keltské mytologie. Mytologové odlišují ve starých textech několik linií neboli cyklů těchto mytických příběhů: Mytologický cyklus, Ulsterský cyklus, Feniánský cyklus a Historický cyklus. Existuje také řada dochovaných mytologických textů, které nezapadají do žádného z cyklů, a mnoho zaznamenaných lidových příběhů, které existovaly paralelně s tradicí rukopisů. Nejznámější motivy irské mytologie jsou podsvětí Tir na nOg, válečník Fionn mac Cumhaill a jím vedení Fiannové, božský rod Tuatha Dé Danann, vílí kopce Sídhe a v z nich pocházející lid (Aes Sídhe), víla smrti Banshee, hrdina Cúchulainn, Děti z Liru (již se silnými křesťanskými motivy) nebo moudrý losos. Jako irská Iliada bývá označován mýtus Táin Bó Cúailnge.  

## Osídlení Irska a bohové

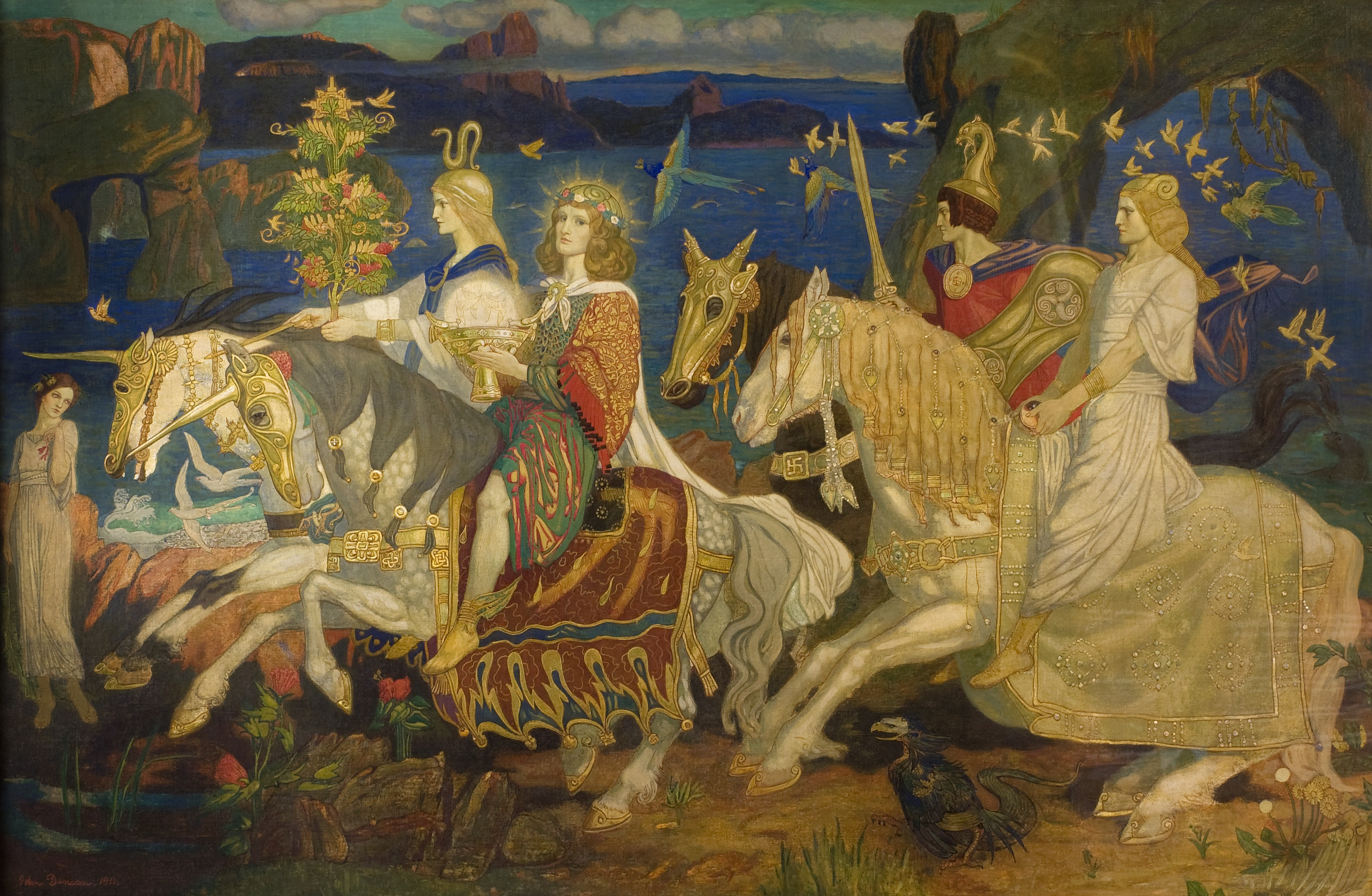
John Duncan, Jezdci ze Sidhe (1911)

V knize o nájezdech se můžeme dovědět něco o dobývání Irska, začíná tažením pod vedením Cesairy a končí příchodem Gaelů (Keltů). Hlavními postavami jsou Tuatha Dé Danann (lid bohyně matky Danu). Před nimi bylo Irsko obsazeno Partholonem, který velel prvnímu kolonizačnímu nájezdu po Potopě. Partholon a jeho lid podlehli moru. Gaelové, první gaelsky mluvící Keltové, byli potomky Mílových synů, kteří přišli ze Španělska. Jakmile dorazili do Irska, narazili na tři bohyně země – Banbhu, Fódlu a Ériu. Každá od nich chtěla slib, že pokud se jim podaří v Irsku úspěšně usídlit, pojmenují zemi podle ní. Věštec (fili) Amhairghin ujistil Ériu, že se Irsko bude nazývat jejím jménem. Za to zas Éria předpověděla, že zem bude navždy patřit Gaelům.

### Túatha Dé Danann
Tuatha Dé Danann (nebo též Túatha Dé Danannští) je rasa božských bytostí, údajně pocházející z bohyně Danu. Byli obyvatelé Irska před příchodem Keltů. Do Irska přinesli s sebou čtyři mocné talismany – kámen Lia Fáil (zvolal, když se ho dotkl právoplatný král), Lughovo kopí (zaručovalo vítězství), Nuadův meč (nikdo před ním neunikl) a Dagdův kotel (od něj nikdo neodešel nespokojený). K nejvýznamnějším bohům Tuatha Dé Danann se vztahují různé mýty a příběhy.